# Południowa Pagai
Południowa Pagai (indonez. Pagai Selatan) – wyspa w Indonezji na Oceanie Indyjskim w archipelagu Mentawai. Na północy oddzielona wąską cieśniną od Północnej Pagai.
Powierzchnia 1035 km²; nizinna (najwyższe wzniesienie 368 m n.p.m.); porośnięta lasem równikowym.
Uprawa palmy kokosowej, trzciny cukrowej, sagowca, tytoniu; hodowla trzody chlewnej; rybołówstwo.
Administracyjnie należy do prowincji Sumatra Zachodnia; ok. 5 tys. mieszkańców.